# Claudia Payton
Claudia Payton (* 13. April 1998) ist eine schwedische Leichtathletin, die sich auf den Sprint spezialisiert hat.

## Sportliche Laufbahn
Erste internationale Erfahrungen sammelte Claudia Payton im Jahr 2017, als sie bei den U20-Europameisterschaften in Grosseto im 100-Meter-Lauf mit 12,13 s im Halbfinale ausschied. Im Jahr darauf startete sie mit der schwedischen 4-mal-100-Meter-Staffel bei den Europameisterschaften in Berlin, verpasste dort aber mit 44,51 s den Einzug ins Finale. 2019 schied sie bei den U23-Europameisterschaften in Gävle mit 11,87 s im Halbfinale über 100 Meter aus und mit der Staffel schied sie mit 45,17 s im Vorlauf aus. 2021 erreichte sie bei den Halleneuropameisterschaften in Toruń das  Finale im 60-Meter-Lauf, in dem sie mit 7,32 s auf dem achten Platz landete. Im Jahr darauf wurde sie bei den Hallenweltmeisterschaften in Belgrad im Halbfinale disqualifiziert.
In den Jahren 2021 und 2022 wurde Payton schwedische Hallenmeisterin im 60-Meter-Lauf.

## Bestleistungen
- 100 Meter: 11,48 s (+2,0 m/s), 11. Juli 2020 in Skara
  - 60 Meter (Halle): 7,21 s, 18. März 2022 in Belgrad